# Луговое (Ичнянский район)
Луговое (укр. Лугове) — посёлок,
Парафиевский поселковый совет,
Ичнянский район,
Черниговская область,
Украина.
Код КОАТУУ — 7421755702. Население по переписи 2001 года составляло 92 человека .

## Географическое положение
Посёлок Луговое находится на расстоянии в 2 км от пгт Парафиевка.
Рядом проходит железнодорожная ветка, станция Кочановка в 2,5 км.

## История
- 1960 год — дата основания как село Василевка, затем переименованное в посёлок Луговое.